# Toke
Toke è un atollo dell'Oceano Pacifico.  Appartenente alle isole Ratak è amministrativamente una municipalità delle Isole Marshall. 
Ha una superficie di 0,57 km², una laguna di 93,14 km² ed è disabitato.